# NGC 2731
NGC 2731 este o infrared source⁠(d) situată în constelația Racul. A fost descoperită în 3 martie 1864 de către Albert Marth. Se află la o distanță de 25,94 de megaparseci de Pământ.